# Фриско-Сіті
Фриско-Сіті (англ. Frisco City) — місто (англ. town) в США, в окрузі Монро штату Алабама. Населення — 1170 осіб (2020).

## Географія
Фриско-Сіті розташоване за координатами 31°26′22″ пн. ш. 87°24′15″ зх. д. / 31.43944° пн. ш. 87.40417° зх. д. (31.439485, -87.404182).  За даними Бюро перепису населення США в 2010 році місто мало площу 10,45 км², з яких 10,43 км² — суходіл та 0,02 км² — водойми.

## Демографія
Згідно з переписом 2010 року, у місті мешкало 1309 осіб у 531 домогосподарстві у складі 352 родин. Густота населення становила 125 осіб/км².  Було 623 помешкання (60/км²).
Расовий склад населення:
| - 49,3 % — чорних або афроамериканців - 45,4 % — білих - 1,3 % — корінних американців - 0,4 % — вихідців з тихоокеанських островів |

До двох чи більше рас належало 2,8 %. Частка іспаномовних становила 1,8 % від усіх жителів.
За віковим діапазоном населення розподілялося таким чином: 25,4 % — особи молодші 18 років, 58,6 % — особи у віці 18—64 років, 16,0 % — особи у віці 65 років та старші. Медіана віку мешканця становила 40,7 року. На 100 осіб жіночої статі у місті припадало 85,4 чоловіків;  на 100 жінок у віці від 18 років та старших — 79,6 чоловіків також старших 18 років.
Середній дохід на одне домашнє господарство  становив 32 553 долари США (медіана — 17 311), а середній дохід на одну сім'ю — 48 346 доларів (медіана — 45 078). За межею бідності перебувало 31,3 % осіб, у тому числі 27,2 % дітей у віці до 18 років та 26,2 % осіб у віці 65 років та старших.
Цивільне працевлаштоване населення становило 348 осіб. Основні галузі зайнятості: виробництво — 27,3 %, освіта, охорона здоров'я та соціальна допомога — 16,7 %, роздрібна торгівля — 12,6 %.